# 菱叶直瓣苣苔
菱叶直瓣苣苔（学名：Ancylostemon rhombifolius）为苦苣苔科直瓣苣苔属下的一个种。其种加词“Rhombifolius”意为“菱形叶的”。
现接受名为菱叶直瓣苣苔（Oreocharis rhombifolia (K.Y.Pan) Mich.Möller & A.Weber, 2011）。